# 森の中の狩猟
『森の中の狩猟』（もりのなかのしゅりょう、または『夜の狩り』、または単に『狩り』としても知られている、英: The Hunt in the Forest）は、1470年ごろに制作されたイタリアの芸術家パオロ・ウッチェロによる絵画である。イギリスのオックスフォードにあるアシュモレアン博物館で、おそらく最も有名な絵画である 。
絵画は、ルネサンス美術において遠近法を効果的に使用している初期の例であり、人、そして馬、犬、鹿などの狩猟に関わる動物が遠くの暗い森に姿を消しているところである。1475年にウッチェロが亡くなる前の、知られている絵画としては最後の作品である。

## 大衆文化の中で
この絵画は、イギリスの連続テレビ番組「ルイス」の「消失点」のエピソードで紹介されている。殺人の手がかりとして絵画の絵葉書が発見されるのだが、ルイスと彼の同僚はアシュモレアン博物館にあるこの絵画を何度も見にいって、博物館の専門家からその重要な特徴について教示される。絵画を通して、ルイスは事件を解決することを可能にする洞察を得るのである。
ジョン・ファウルズは、「エボニー・タワー」と「コレクター」の2回で、この絵について、「見た瞬間、構図のデザインに、あなたは衝撃を受けます。他のすべての技術的なことは別としても。絵画が完璧であることがわかるのです」と言及している。